# 曼寧 (堪薩斯州)
曼寧（英語：Manning）是位於美國堪薩斯州斯科特縣的一個非建制地區。

## 地理
曼寧所處的海拔為高於海平面890米（即2920英呎），而該地所採用的時區為UTC-6，即北美中部時區（CST）。同時該地設有夏令時間，為UTC-6調快一小時，即UTC-5（CDT）。